# 29-я дивизия (Япония)
29-я дивизия (яп. 第29師団 (日本軍) Икадзути-хэйдан) — пехотная дивизия в Императорской японской Армии.

## История формирования
29-й дивизии была поставлена задача обороны района Ляоян в государстве Маньчжоу-го, в составе стратегического резерва под непосредственным контролем Квантунской армии. В начале марта 1944 года дивизия была выведена из резерва и передана в состав 31-й армии. Основная часть дивизии, состоявшая из 18-го и 38-го пехотных полков, была отправлена на остров Гуам вместе с 48-й отдельной смешанной бригадой. Меньшие отряды были отправлены на острова Тиниан и Рота.
Битва за Гуам (1944) началась 21 июля 1944 года. Вечером 25 июля 1944 года генерал Такэси Такасина приказал провести несколько атак банзай, но все они были отбиты, а японцы понесли тяжелые потери. Сам Такашина был смертельно ранен 28 июля 1944 года, и дивизия перестала функционировать как организованное подразделение. Всякое сопротивление американским войскам прекратилось 10 августа 1944 года.
Остров Тиниан оборонял 50-й пехотный полк, ранее входивший в состав 29-й дивизии, под командованием полковника Киёти Огата.
Остров Тиниан защищали японские силы численностью 8039 человек, в том числе 50-й пехотный полк и 29-я танковая рота. Битва на Тиниане началась 24 июля 1944 года, и к 30 июля остатки японских войск укрылись в пещерах на севере острова. Сопротивление на Тиниане закончилось 3 августа 1944 года. Только около 200 человек японского гарнизона пережили бои.
Остров Рота никогда не подвергался вторжению, хотя он время от времени подвергался бомбардировкам американской авиации вплоть до капитуляции Японии 15 августа 1945 года.
29-я дивизия была официально расформирована в сентябре 1945 года.